# رايس كوليش (فرقاطة)
رايس كوليش (902) هي فرقاطة من طراز كوني II تابعة للقوات البحرية الجزائرية.

## التصميم والوصف
رايس كوليش هي فرقاطة من المشروع 1159T (اسم تعريف الناتو: كوني II). يبلغ طول الفرقاطة 96.4 م (316 قدم)، وعرضها 12.6 م (41 قدم) وغاطسها 3.5 مترًا (11 قدمًا). تتمتع الفرقاطة بإزاحة قياسية تبلغ 1,463 طن متري (1,440 طن كبير) و1,930 طن متري (1,900 طن كبير) عند التحميل الكامل. يتم تشغيل السفينة بواسطة نظام دفع مشترك يعمل بالديزل والغاز (CODAG)، ويتكون من توربين غازي واحد من طراز SGW نيكولاييف M8B بقدرة 13250 كيلووات (17770 حصانًا) ومحركي ديزل روسكي بي-68 بقدرة 11630 كيلووات (15600 حصانًا) متصلة بثلاثة أعمدة. تبلغ سرعتها القصوى 27 عقدة (50 كم/س) بتوربينات الغاز وسرعة 22 عقدة (41 كم/س) بمحركات الديزل فقط، ويصل مداها إلى 1800 ميل بحري (3300 كم) مع سرعة إبحار تبلغ 14 عقدة (26 كم/ساعة). يتكون طاقم السفينة من 130 فردا. 
السفينة مسلحة بمدفعين مزدوجين من طراز أيه كيه-726 عيار 76 ملم ومدفعين آليين من طراز أيه كيه-230 مزدوج الماسورة 30 ملم. بالنسبة للحرب المضادة للغواصات، تم تجهيز الفرقاطة بزوج من قاذفات الصواريخ المضادة للغواصات آر بي يو-6000 مقاس 213 ملم (8 بوصات) سميرش-2 ذات 12 برميلًا وحاملتي قذائق أعماق. ويمكن للسفينة أيضًا أن تحمل 22 لغمًا بحريًا.  تم تجهيز رايس كوليش بقاذفة صواريخ مزدوجة 9كيه33 أو أس إيه بسعة 20 صاروخًا مضادًا للطائرات وقدرة محدودة مضادة للسطح.  
تشتمل مجموعات أجهزة استشعار السفينة على نظام 3 إف-60 يو إي للتحكم في الأسلحة، ورادار البحث الجوي/السطحي إم آر-302 روبكا، ورادار الملاحة دون-2، ونظام تحديد العدو والصديق هاي بول بي، وأنظمة تدابير الدعم الإلكترونية واتش دوج وكواد لوب ذات الحلقات الرباعية، وموجهين بصريين، والسونار المثبت على الهيكل إم جي-322. يتكون التحكم في نيران الأسلحة من رادار فوت-ب للمدافع عيار 76 ملم، ورادار إم آر-104 ريس للمدافع الآلية عيار 30 ملم، ورادار إم بي زي-301 للتحكم بالصواريخ. تم تجهيز السفينة أيضًا بنظامين للتوزيع الخادع من طراز بي كيه-16 يستخدمان القشر كشكل من أشكال الدفاع الصاروخي. 

### التحديث
خضعت رايس كوليش لعملية تجديد وتحديث في سيفيرنايا فيرف في سانت بطرسبرغ من أواخر عام 2008 إلى عام 2012. تضمنت عملية التجديد استبدال إم آر-302 روبكا برادار بوزيتيف-إم إي 1.2، وإزالة قاذفة الصواريخ 4 كيه 33 أوسا-م ورادار فوت-ب، وتركيب قاذفتي طوربيد مزدوجتين عيار 533 ملم وسط السفينة. واستبدال أنظمة الدعم الإلكترونية والخداع بنظام إن آر جي-6 أيه الجديد وقاذفتي قرش من طراز بي جي-46.  

## البناء والمهام
تم وضع الفرقاطة في 11 يونيو 1980 في حوض بناء السفن أيه إم جوركي في زيلينودولسك بالساحة رقم 252. تم إطلاق السفينة في 30 أبريل 1981، وتم تشغيلها مؤقتًا لدى البحرية السوفيتية في 30 نوفمبر 1981 تحت اسم إس كيه آر-35.  تم تكليفها بالانضمام إلى البحرية الجزائرية باسم رايس كوليش في 24 مارس 1982 

### اقتباسات
1. 1 2 3  Saunders 2015، صفحة 4.
2. ↑  Moore 1981، صفحة 20.
3. 1 2 3  Saunders 2004، صفحة 5.
4. ↑  "«Северная верфь» — алжирскому флоту". ntv.ru (بالروسية). 11 Feb 2011. Archived from the original on 2018-04-28. Retrieved 2023-04-30.
5. ↑  "Guard Ships - Project 1159". russian-ships.info. مؤرشف من الأصل في 2014-05-29. اطلع عليه بتاريخ 2023-05-17.